# فرودگاه امرالد
فرودگاه امرالد (به انگلیسی: Emerald Airport) یک فرودگاه همگانی مسافربری با کد یاتا EMD است که یک باند فرود آسفالت دارد و طول باند آن ۱۹۰۰ متر است. این فرودگاه در کشور استرالیا قرار دارد و در ارتفاع ۱۹۰ متری از سطح دریا واقع شده است.